# Libertés aériennes
 (mai 2018).
Si vous disposez d'ouvrages ou d'articles de référence ou si vous connaissez des sites web de qualité traitant du thème abordé ici, merci de compléter l'article en donnant les références utiles à sa vérifiabilité et en les liant à la section « Notes et références ».
Les libertés aériennes sont un ensemble de règles et de droits octroyés par des pays aux compagnies commerciales aériennes locales ou étrangères sur ce qu'elles peuvent faire lors du survol de l'espace aérien. Ces règles ont été formulées à la suite de désaccords sur l'étendue de la libéralisation de l'aviation dans la Convention relative à l'Aviation Civile Internationale de 1944, connue comme la Convention de Chicago.

## Vue d'ensemble
Les libertés aériennes sont déclinées en neuf degrés :

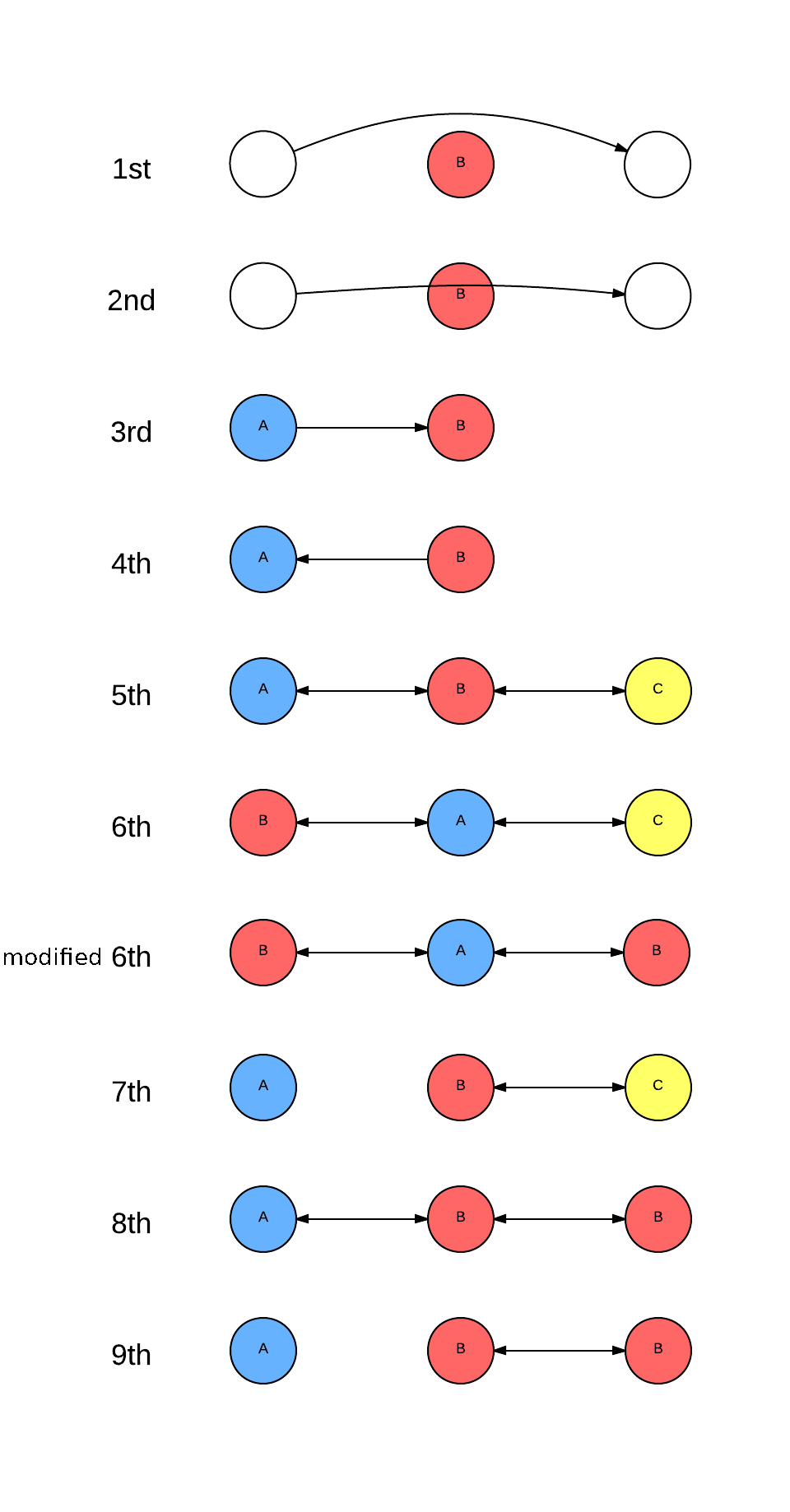
Diagramme des neuf libertés, avec des cercles bleus indiquant la ligne aérienne de fonctionnement du marché intérieur et du rouge ou du jaune cercles indiquant les marchés étrangers

| Liberté | Description | Exemple |
| ------- | --- | --- |
| 1re     | Droit de survoler un pays étranger sans y atterrir.                                                                                      | Un vol entre le Canada et Cuba, effectué par un transporteur aérien canadien, survolant les États-Unis. |
| 2e      | Droit au plein d'essence, ou d'effectuer la maintenance dans un pays étranger sans embarquement ou débarquement de passagers ou de fret. | Un vol en provenance du Royaume-Uni vers l'Australie, effectué par une compagnie aérienne britannique, avec un arrêt pour carburant à Singapour. |
| 3e      | Droit de voler d'un pays à l'autre. | Un vol à partir des États-Unis vers le Mexique, effectué par une compagnie aérienne. |
| 4e      | Droit de voler à partir d'un autre pays.                                                                                                 | Un vol en provenance du Mexique vers les États-Unis, effectué par une compagnie aérienne. |
| 5e      | Droit de voler entre deux pays étrangers sur un vol en provenance ou se terminant dans son propre pays.                                  | Un vol en provenance des États-Unis, vers Hong Kong, effectué par une compagnie aérienne de Hong Kong, avec un arrêt à Vancouver. Les passagers et le fret peuvent monter à bord ou descendre à Vancouver, sans avoir l'intention de poursuivre le vol à destination de Hong Kong. |
| 6e      | Droit de voler à partir d'un pays étranger vers un autre, tout en s'arrêtant dans son propre pays pour des raisons non techniques.       | Un vol à partir de l'Allemagne vers Bombay, effectué par une compagnie aérienne basée à Dubaï, avec un stop à Dubaï. |
| 7e      | Droit de voler entre deux pays étrangers tout en n'offrant pas de vols dans son propre pays.                                             | Un vol réalisé entre le Japon et Taïwan, effectué par une compagnie australienne. |
| 8e      | Droit de voler à l'intérieur d'un pays étranger, la poursuite de son propre pays.                                                        | Un vol effectué entre Fukuoka, au Japon, et San Francisco, États-Unis, avec un arrêt complet à Tokyo, au Japon. Les passagers et le fret peuvent monter à bord ou descendre à Tokyo, sans avoir l'intention de poursuivre le vol à destination de San Francisco.                   |
| 9e      | Droit de voler à l'intérieur d'un pays étranger sans poursuivre vers son propre pays.                                                    | Un vol effectué entre Moscou et Saint-Pétersbourg, en Russie, par une compagnie aérienne allemande. |